# Домиций Зенофил
Домиций Зенофил (на латински: Domitius Zenophilus, Zenofilus) е политик на Римската империя през 4 век.
Прави своята кариера по времето на император Константин I Велики. До 320 г. той е коректор в провинция Сицилия, през 320 г. става консулар в Нумидия.
От 326 до 333 г. той е проконсул на Африка.
През 333 г. той е консул заедно с Флавий Далмаций, брат на император Константин I.